# Chrono des Nations-Les Herbiers-Vendée féminin 2012
La 26e édition du Chrono des Nations-Les Herbiers-Vendée féminin a eu lieu le 21 octobre 2012. La course fait partie du calendrier international féminin UCI 2012 en catégorie 1.1. Elle est remportée par l'Américaine Amber Neben.

## Classements

### Classement final
| \| Classement général \| Classement général \| Classement général \| Classement général \| Classement général \| \| Coureur \| Coureur \| Pays \| Équipe \| Temps \| \| ------------------ \| ---------------------- \| ------------------ \| -------------------- \| ------------------ \| \| 1re \| Amber Neben \| États-Unis \| États-Unis \| 28 min 34 s \| \| 2e \| Alison Tetrick \| États-Unis \| Exergy Twenty12 \| + 1 min 08 s \| \| 3e \| Edwige Pitel \| France \| \| + 1 min 26 s \| \| 4e \| Patricia Schwager \| Suisse \| Suisse \| + 1 min 29 s \| \| 5e \| Marijn de Vries \| Pays-Bas \| AA Drink-Leontien.nl \| + 1 min 41 s \| \| 6e \| Cecilie Gotaas Johnsen \| Norvège \| \| + 1 min 57 s \| \| 7e \| Mélodie Lesueur \| France \| GSD Gestion \| + 2 min 03 s \| \| 8e \| Jeannie Longo \| France \| \| + 2 min 15 s \| \| 9e \| Ann-Sophie Duyck \| Belgique \| Lotto Belisol Ladies \| + 2 min 16 s \| \| 10e \| Lina-Kristin Schink \| Allemagne \| GSD Gestion \| + 2 min 32 s \| |                        |            |                      |              |
| |                        |            |                      |              |
| Source : Cycling Quotient |                        |            |                      |              |
| Classement général |                        |            |                      |              |
| Coureur | Coureur                | Pays       | Équipe               | Temps        |
| 1re | Amber Neben            | États-Unis | États-Unis           | 28 min 34 s  |
| 2e | Alison Tetrick         | États-Unis | Exergy Twenty12      | + 1 min 08 s |
| 3e | Edwige Pitel           | France     |                      | + 1 min 26 s |
| 4e | Patricia Schwager      | Suisse     | Suisse               | + 1 min 29 s |
| 5e | Marijn de Vries        | Pays-Bas   | AA Drink-Leontien.nl | + 1 min 41 s |
| 6e | Cecilie Gotaas Johnsen | Norvège    |                      | + 1 min 57 s |
| 7e | Mélodie Lesueur        | France     | GSD Gestion          | + 2 min 03 s |
| 8e | Jeannie Longo          | France     |                      | + 2 min 15 s |
| 9e | Ann-Sophie Duyck       | Belgique   | Lotto Belisol Ladies | + 2 min 16 s |
| 10e | Lina-Kristin Schink    | Allemagne  | GSD Gestion          | + 2 min 32 s |

### Points UCI
| Position           | 1er | 2e | 3e | 4e | 5e | 6e | 7e | 8e | 9e | 10e | 11e | 12e |
| Classement général | 60  | 45 | 35 | 30 | 25 | 20 | 15 | 10 | 8  | 6   | 4   | 2   |